# جو-أون: الشبح الأبيض
جو-أون: الشبح الأبيض (باليابانية: 呪怨: 白い老女) ، هي فيلم ياباني من نوع الرعب النفسي، أنتجت عام 2009م.

## قصة الفيلم
قام الأبن الأكبر بارتكاب المذبحة بحق أهله، وقام بفصل رأس الفتاة المسكينة عن جسدها وقرر الانتحار، فتحولت الفتاة إلى شبح بجانب جدته.

## مصدر
1. ↑  Ju-on-The Grudge 3 and 4 aka 'Ju-on: Shiroi Roujo' / 'Ju-on: Kuroi Sho - Horror.com Forums - Talk about horror نسخة محفوظة 24 فبراير 2012 على موقع واي باك مشين.

## وصلة خارجية
- جو-أون: الشبح الأبيض على موقع IMDb (الإنجليزية)
- جو-أون: الشبح الأبيض على موقع روتن توميتوز (الإنجليزية)
- جو-أون: الشبح الأبيض على موقع ألو سيني (الفرنسية)
- جو-أون: الشبح الأبيض على موقع Turner Classic Movies (الإنجليزية)
- جو-أون: الشبح الأبيض على موقع فيلمافينيتي (الإسبانية)
- جو-أون: الشبح الأبيض على موقع قاعدة بيانات الفيلم (الإنجليزية)
- جو-أون: الشبح الأبيض على موقع ليتربوكسد (الإنجليزية)
- جو-أون: الشبح الأبيض على موقع كينوبويسك (الروسية)